# Longitarsus ballotae
Longitarsus ballotae är en skalbaggsart som först beskrevs av Thomas Marsham 1802.  Longitarsus ballotae ingår i släktet Longitarsus, och familjen bladbaggar. Arten har ej påträffats i Sverige.